# Mitochondrion (tijdschrift)
Mitochondrion is een internationaal, aan collegiale toetsing onderworpen wetenschappelijk tijdschrift over mitochondria. Het wordt uitgegeven door Elsevier namens de Mitochondria Research Society en verschijnt tweemaandelijks.